# Zero Osiem Wojna
Zero Osiem Wojna – pierwszy singiel zespołu Coma z płyty Hipertrofia. Został wydany w roku 2008.

## Notowania
| Lista                                        | Pozycja |
| -------------------------------------------- | ------- |
| Lista Przebojów III Programu Polskiego Radia | 4       |
| Szczecińska Lista Przebojów                  | 1       |

## Lista Przebojów III Programu Polskiego Radia
| Pozycja | 26 | 24 | 18 | 19 | 16 | 11 | 8 | 7 | 6 | 4 | 9 | 8 | 6 | 15 | 25 | 20 | 27 |

- Utwór znajdował się na liście od 11 października 2008 do 31 stycznia 2009.

## Szczecińska Lista Przebojów
| Pozycja | 13 | 4 | 6 | 1 | 1 | 1 | 1 | 1 | 1 | 3 | 1 | 5 | 7 | 12 | 12 |

- Utwór znajdował się na liście od 17 października 2008 roku do 23 stycznia 2009.